# Neodeta nana
Neodeta nana är en fjärilsart som beskrevs av W. Warren 1906. Neodeta nana ingår i släktet Neodeta och familjen Uraniidae. Inga underarter finns listade i Catalogue of Life.